# Янніс Котсирас
Янніс Котсирас (грец. Γιάννης Κότσιρας, 5 жовтня 1969, Афіни) — грецький музикант, виконавець музики в стилі сучасної рембетики та лаїки.

## Біографія
Музичну кар'єру розпочав 1990 року. Перший професійний альбом «Αθώος Ένοχος» (Цілком невинний) був випущений 1996 року. На початку 2000-х років Котсирас здобув справжню популярність. 2001 року він дав концерт на сцені Одеону Ірода Аттика, а також давнього Епідавра. Його альбом «Yiannis Kotsiras LIVE» 2002 року всього за кілька місяців був проданий накладом 120 тис. дисків у Греції. 2004 року вийшов альбом під назвою «30 και κάτι», кілька пісень для якого вперше написав сам Янніс — і лірику, і музику.
Янніс Котсирас співпрацював із Нікосом Портокалоглу, Нікосом Антипасом, Дімітрісом Пападімітріу, Харіс Алексіу, брав участь у запису альбомів, присвячених таким постатям, як Мікіс Теодоракіс, Діонісіс Саввопулос, Янніс Макропулос.
2003 року Котсирас отримав нагороду World Music Awards як найуспішніший за кількістю проданих альбомів у Греції співак. У березні 2004 року під час церемонії запалення Олімпійського вогню у стародавній Олімпії пісня «Torch Relay» пролунав на весь світ, а сингл «Pass The Flame», що її містив продавався у всьому світі.
2005 року Котсирас записав кілька кавер-версій власних пісень. Збірка отримала статус золотого альбому в Греції, а співаку вдалось давати концерти 6 днів поспіль у Афінському концерт-холі Мегарон. У вересні 2006 року восьмий альбом «Ταξίδια φιλιά» став платиновим. Справжнім визнанням для Котсираса став концерт 2007 року на сцені Лікавіта на честь святкування десятиріччя професійної музичної кар'єри.
Альбом Янніса Котсираса під назвою «Και πάλι παιδί» вийшов у листопаді 2008 року. 28 січня 2013 року Янніс випустив свій новий альбом «Μουσικό κουτί» , до якого увійшли одинадцять пісень. Янніс Котсирас є композитором всіх пісень в цій версії, а також автором текста до двох пісень альбому. До альбому увійшла пісня  «Τα Μπλουζ των Βαλκανίων» (текст Ставроса Ставру), яка була написана спеціально для  Дімітріса Мітропаноса, але через смерть великого співака пісню виконує сам Янніс .

## Дискографія
- ΑΘΩΟΣ ΕΝΟΧΟΣ 1996
- ΜΟΝΟ ΕΝΑ ΦΙΛΙ 1997
- ΠΡΟΔΟΣΙΑ 1997
- ΓΙΑΝΝΗΣ ΚΟΤΣΙΡΑΣ 1999
- ΦΥΛΑΚΑΣ ΑΓΓΕΛΟΣ 1999
- ΟΡΓΑΝΙΚΑ ΚΑΙ ΑΝΟΡΓΑΝΩΤΑ 2000
- ΑΞΙΟΝ ΕΣΤΙ 2002
- ΓΙΑΝΝΗΣ ΚΟΤΣΙΡΑΣ — LIVE 2002
- ΞΥΛΙΝΟ ΑΛΟΓΑΚΙ 2003
- DVD-ΤΙ ΤΡΑΓΟΥΔΙ ΝΑ ΣΟΥ ΠΩ 2003
- PASS THE FLAME 2004
- 30+ΚΑΤΙ 2004
- Ο ΔΡΟΜΟΣ 2006
- ΤΑΞΙΔΙΑ ΦΙΛΙΑ 2006
- Περισσότερα Ταξίδια Φιλιά 2007
- Και πάλι παιδί 2008
- Γιάννης Κότσιρας LIVE 2010
- Μουσικό κουτί 2013